# Tina La Porta
Tina La Porta (Chicago, Illinois, 1967) es una artista digital estadounidense radicada en Miami que "se centra en cuestiones relacionadas con la identidad en el espacio virtual". 

## Trayectoria
Recibió una Licenciatura en Artes en la Columbia College Chicago en 1990 y una Maestría en Bellas Artes de la Escuela de Artes Visuales de Nueva York, NY en 1994. 
Sus primeros trabajos podrían considerarse en el marco del net:art o internet art. En 1999, LaPorta recibió un encargo para la creación de Distance, un trabajo web específico alojado en Turbulence.org. En el 2000 recibió la Comisión de Residencia Web del The Alternative Museum, donde completó su trabajo en la World Wide Web Re:mote_corp@REALities.
En 2001 colaboró con Sharon Lehner en My Womb the Mosh Pit, una representación artística de Unmarked de Peggy Phelan .  La Porta es conocida por su arte político y feminista que explora el género, los cuerpos y los medios, como la instalación Total Screen de 2003, realizada con fotografías Polaroid ampliadas de hombres y mujeres con velo en la cobertura de noticias televisivas después de los atentados del 11 de septiembre . 
Años después realizó un nuevo trabajo que explora las enfermedades mentales y los productos farmacéuticos. En 2011 presentó  Todas las pastillas en mi casa, también en la Galería Robert Fontaine Fontaine.  En 2012 presentó Medicine Ball en la misma galería como parte del programa "Warhol is Over?" exposición.  En 2015 participó en la exposición Annual Interest de 40 personas en el Young at Art Museum .  En 2020 trabaja sobre la salud mental desde la perspectiva de una artista y sobre el impacto de las artes en el proceso de la curación.

## Trabajos
net.works + avatares, 1997 
Distance, 1999
Re:mote_corp@REALities, 2001
Voyeur_Web, 2001 
My Womb the Mosh Pit (con Sharon Lehner), 2001 
Total Screen, 2003
All the Pills in My House, 2011
Medicine Ball, 2012
Side Effects, 2018

### Exposiciones individuales
Voyeur_Web, 2001 
Total Screen, 2003
Side Effects, 2018